# Republicano dissidente
Republicanos dissidentes (em irlandês:  poblachtach easaontach)  são republicanos irlandeses que não apoiam o processo de paz da Irlanda do Norte. Os acordos de paz seguiram-se a um conflito de 30 anos conhecido como The Troubles, que matou mais de 3.500 pessoas, e no qual grupos paramilitares republicanos, como o Exército Republicano Irlandês Provisório, travaram uma campanha para trazer uma "Irlanda unida". As negociações na década de 1990 levaram a um cessar-fogo do IRA em 1994 e ao Acordo da Sexta-feira Santa de 1998. Os principais republicanos, representados pelo Sinn Féin, apoiaram o Acordo como um meio de alcançar pacificamente a unidade irlandesa. Os dissidentes viram isto como um abandono do objectivo de uma república socialista irlandesa e uma aceitação da partição . Eles sustentam que a Assembleia da Irlanda do Norte e o Serviço de Polícia da Irlanda do Norte (PSNI) são ilegítimos e vêem a PSNI como uma força policial paramilitar britânica.
Alguns grupos políticos republicanos dissidentes, como o Republicano Sinn Féin e o Movimento de Soberania dos 32 Condados, apoiam a violência política contra as forças de segurança britânicas e opõem-se ao cessar-fogo provisório de 1994 do IRA; outros grupos, como a Rede Republicana pela Unidade, desejam alcançar os seus objetivos apenas através de meios pacíficos.
Desde o cessar-fogo do IRA, grupos dissidentes continuaram uma campanha armada contra as forças de segurança britânicas na Irlanda do Norte. Tal como o IRA Provisório, cada um destes grupos se vê como o único sucessor legítimo do IRA original e cada um se autodenomina simplesmente "o IRA", ou Óglaigh na hÉireann em irlandês.

## Grupos descritos como republicanos dissidentes

### Paramilitares
- Exército Republicano Irlandês de Continuidade (IRA de Continuidade)
- Cumann na mBan
- Fianna Éireann
- Exército de Libertação Republicano Irlandês (IRLA)
- Movimento Republicano Irlandês (IRM)
- Novo Exército Republicano Irlandês (Novo IRA)
- Óglaigh na hÉireann (grupo dissidente do Real IRA) (2009-2018)
- Exército Republicano Irlandês Real (IRA Real)

### Políticos
- Movimento de Soberania dos 32 Condados (32CSM)
- Voz Republicana Irlandesa (IRV) (dissolvida em 2014)
- Rede Republicana pela Unidade (RNU)
- Sinn Féin Republicano (RSF)
- Saoradh